# Petra Blume
Petra Blume (* 1957 in Müllheim (Baden)) ist eine deutsche Autorin, die Theaterstücke und Prosa vor allem in plattdeutscher Sprache schreibt. Sie wohnt und arbeitet in Husum (Nordfriesland).

## Leben und Wirken
Seit ihrem vierten Lebensjahr wohnt Petra Blume in Husum. Nach dem Abitur machte sie eine Lehre als Bauzeichnerin. Von 1984 bis 2001 arbeitete sie als freie Redakteurin bei einer Wochenzeitung, zurzeit bei einer Speditionsfirma.
Schon während ihrer Schulzeit war sie im Schülertheater aktiv, parallel zu ihrer Berufstätigkeit war sie Schauspielerin an der Niederdeutschen Bühne Husum und schrieb Theaterstücke und Sketche. Sie nahm an Workshops teil und war Gründungsmitglied und lange Zeit Vorstandsmitglied im „Verdener Arbeitskreis Niederdeutscher Theaterautoren e.V.“
1997 inszenierte sie als Gastregisseur bei der Niederdeutschen Bühne Itzehoe das Stück „Allens oder nix“ von Jack Popplewell.

## Werke
Fast alle Werke von Petra Blume sind im Theaterverlag Karl Mahnke, Verden/Aller, erschienen. Ausnahmen sind angegeben.

### Mehrakter
- Rommé to Drütt, 1991
- Hexensommer, 1993

### Einakter
- Dat erste Mal, 1988
- De verflixte Föhrerschien, 1988
- Een Buddel för Anna, 1990
- Wat för'n Fro, 1990
- Söß Richtige, 1992 (Ostfriesischer Theaterverlag)
- De phantastische Alf, 1993 (Ostfriesischer Theaterverlag)
- Ab in den Süden, Schwank in einem Akt, 2005
- Veer för Mallorca, Schwank in einem Akt, 2005

### Kurzspiele
- Hest du mi noch leev?, 2004
- Liebst du mich noch?, 2004

### Sketche
- Theaterkraam, 1991
- De Alternativkeks, 1993
- Eten à la carte, 2003
- Schule der Hausmänner, 2003
- Unverhofft kommt oft, 2003